# Provincia de Lánao
La provincia de Lánao es una provincia extinta de las Filipinas, se encontraba al este de la provincia de Zamboanga y al oeste de Bukidnon, la bañaba por el sudoeste las aguas de la bahía Illana. La formaban tres municipios:  Dansalan, Iligan y Malabang.

## Historia
Su antecedente fue el Distrito 7º de Lanao, uno de los siete distritos militares en los que a principios del siglo XX se hallaba dividida la isla de Mindanao, perteneciente al Capitanía General de Filipinas (1521-1899).

### Ocupación estadounidense

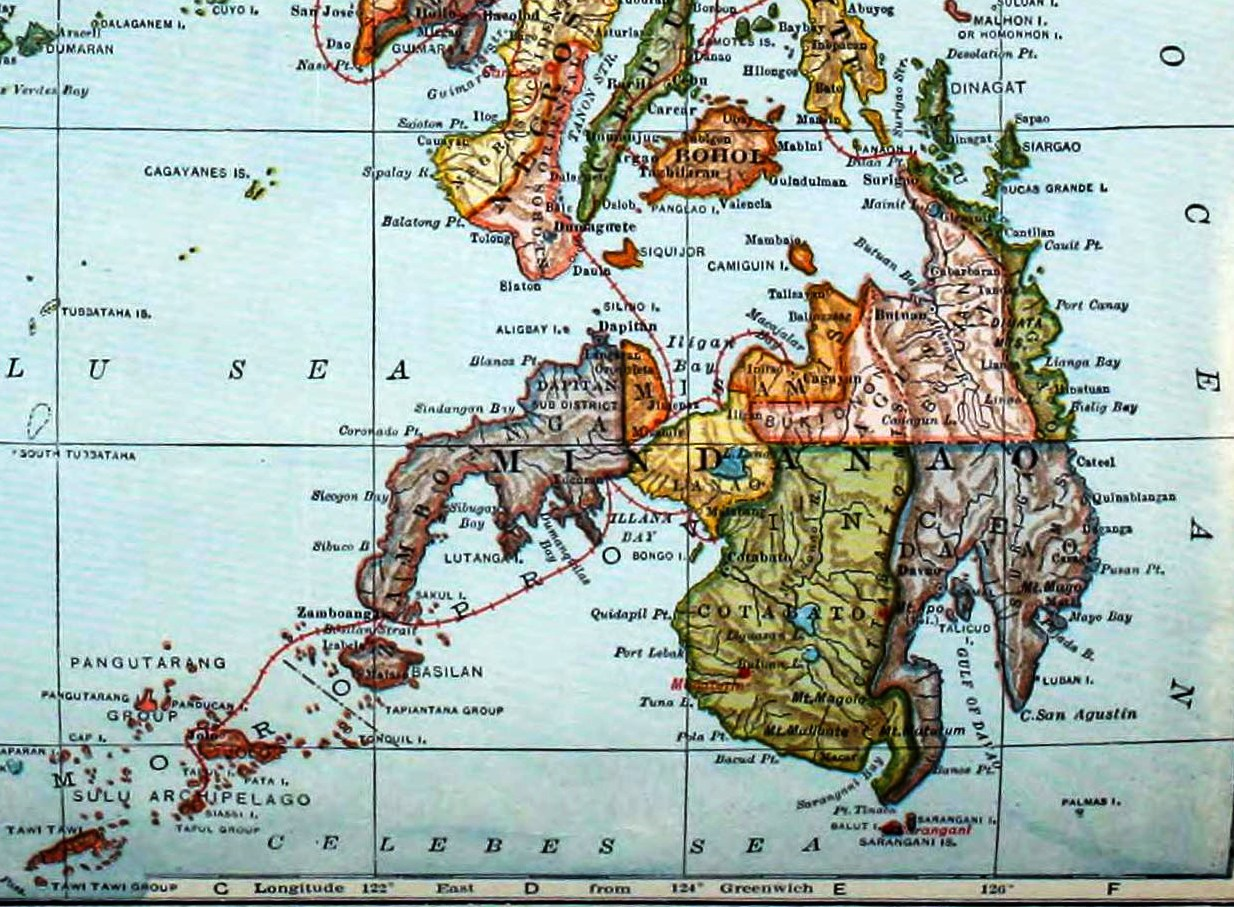
Mindanao en 1921.

En 1903 Cotabato, Lánao y Dávao formaban parte de la provincia del Moro.
Según el censo de 1918 esta provincia tenía una extensión superficial de 6317 km², la poblaban 94 946 almas que habitaban en 3 municipios, 35 distritos municipales y 283 barrios.
- Municipios de Dansalan (capital), Iligan, Kolambuga y Malabang.

- Distritos municipales de Bakulud, Balut, Bayang, Binidayan, Bubung o Buruun, Butig, Ditsaan, Ganassi, Gata, Kapai, Kapatagan, Lumbatan, Madalum, Madamba, Maging, Mandulog, Marantau, Masiu, Mulundu, Mamungan, Munai, Nunungan, Pantar, Pantau-Ragat o Patarikan, Pualas, Sagtaran o Saguiarán, Suñgud, Tamparan, Taraka, Tatarikan, Tubaran, Tugaya y Uato.

### Independencia
El 22 de mayo de 1959 la provincia de Lanao fue dividida en dos provincias, una que se conoce como Lánao del Norte y la otra como Lánao del Sur. La capital de Lánao del Norte es la ciudad de Iligan, mientras que la de Lánao del Sur es la ciudad de Marawi.
- Lánao del Norte comprendía los municipios de Baloi, Kauswagan, Bacólod, Maigo, Kolambugan, Tubod, Baroy, Lala, Kapatagan y Caromatán; y también los distritos municipales de Matungao, Pantao-Ragat, Munai, Tangcal y Nunungan.
- Lánao del Sur comprendía el municipio de Malabang y también los distritos municipales de Pualas, Tatarikan, Tubaran, Binidayan, Bayang, Ganassi, Butig, Lumbatan, Masiu, Madamba, Madalum, Bacolod-Grande, Tugaya, Balindog, Marantao, Saguiarán, Kapai, Wao, Ramain, Babong, Molundo, Taraka, Lumba-a-Bayabao, Poon-a-Bayabao y Tamparan.